# Modicogryllus zolotarewskyi
Modicogryllus zolotarewskyi är en insektsart som först beskrevs av Lucien Chopard 1954.  Modicogryllus zolotarewskyi ingår i släktet Modicogryllus och familjen syrsor. Inga underarter finns listade i Catalogue of Life.